# فيليب إتش مورغان
فيليب إتش مورغان (بالإنجليزية: Philip H. Morgan)‏ هو دبلوماسي ومحامي وقاضي أمريكي، ولد في 9 نوفمبر 1825 في نيويورك في الولايات المتحدة، وتوفي بنفس المكان في 12 أغسطس 1900.